# Castellote
Castellote est une commune d’Espagne, dans la Comarque du Maestrazgo, province de Teruel, communauté autonome d'Aragon.

## Lieux et monuments
- Château de Castellote

## Galerie de photos

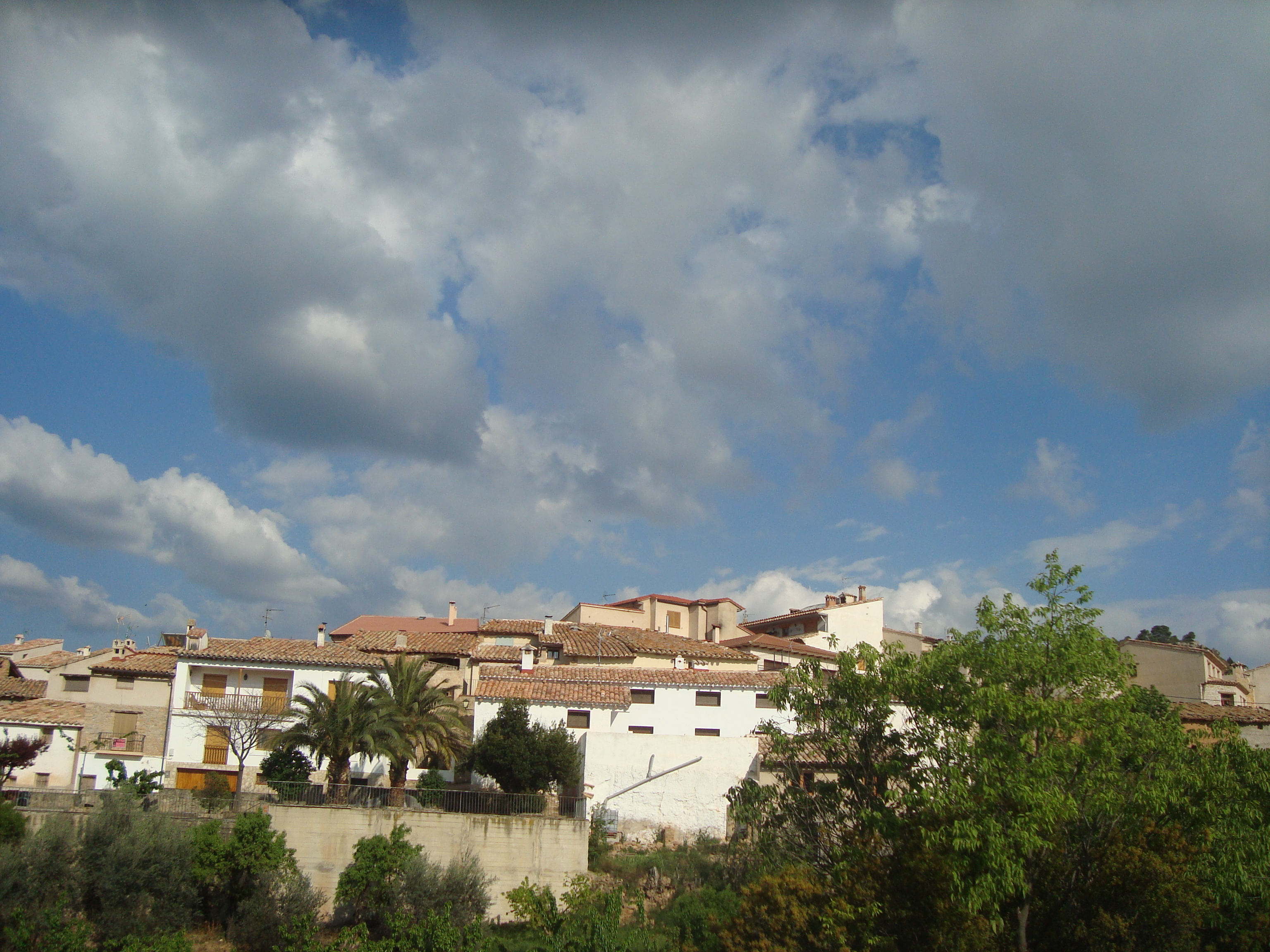
Las Planas de Castellote (Teruel)
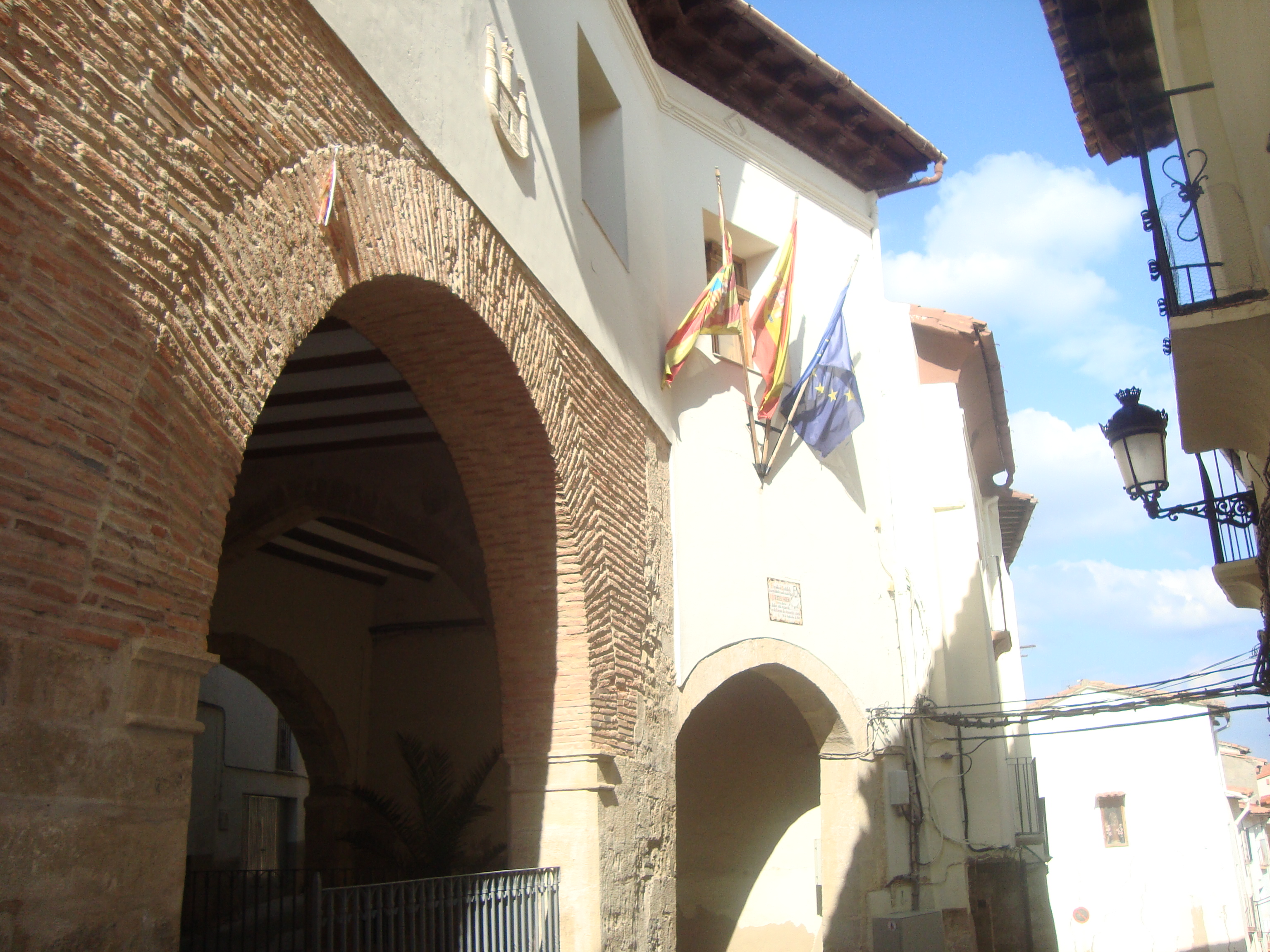
Ayuntamiento de Castellote
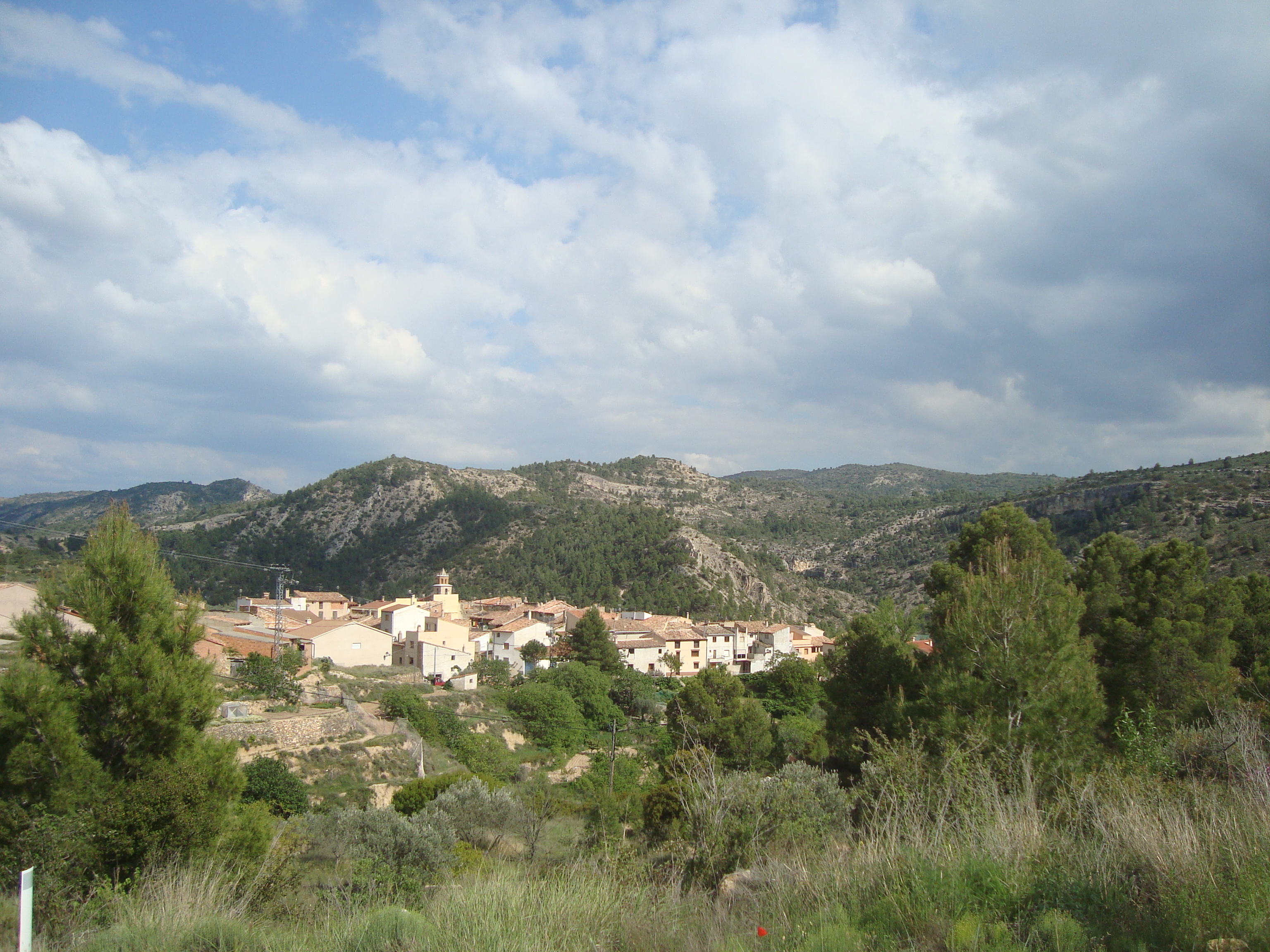
Abenfigo (Castellote, Teruel)
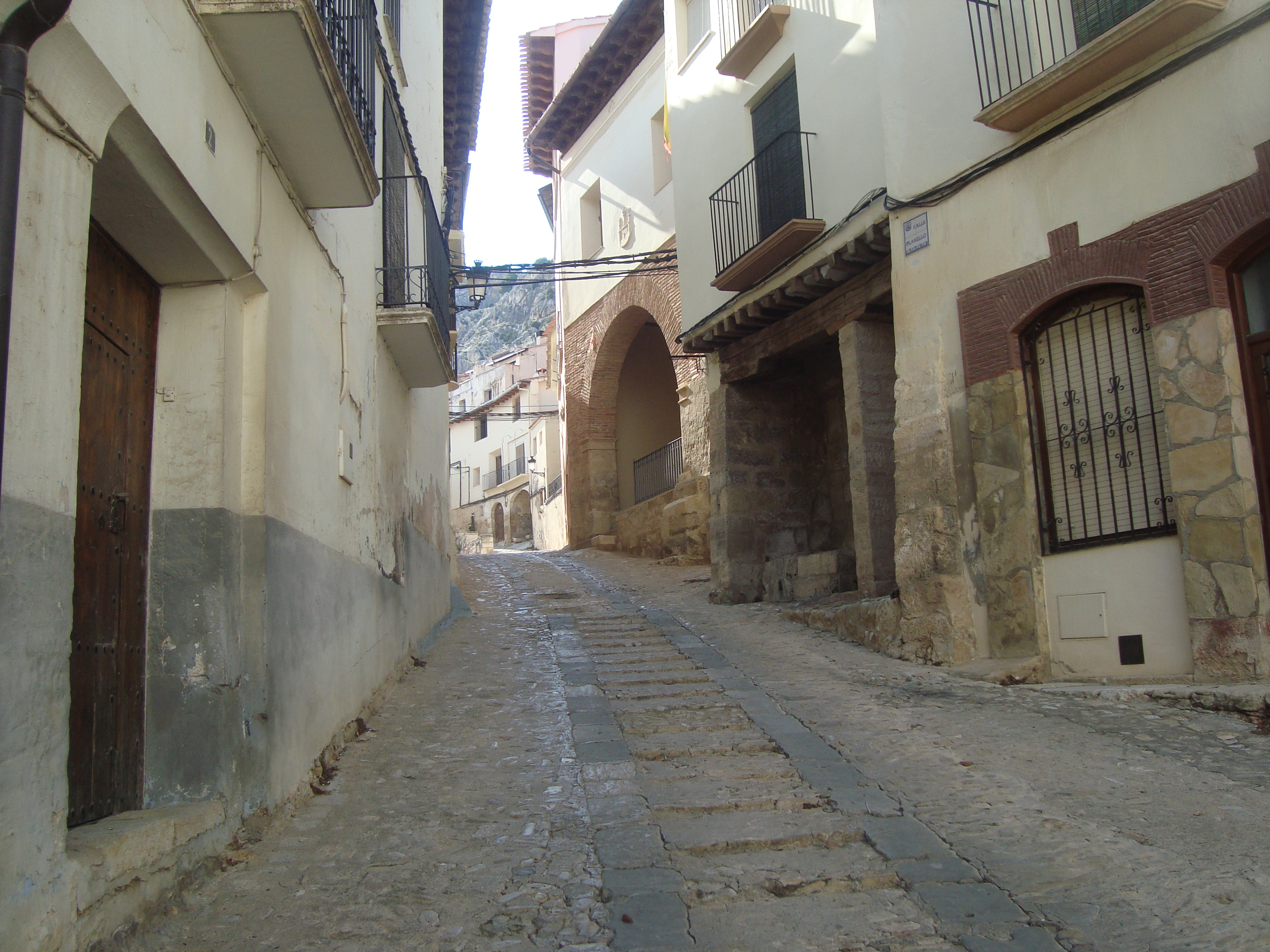
Casco antiguo de Castellote (Teruel)